# Ordensburg Vogelsang
Ordensburg Vogelsang è stato un campo educativo nazista (NS-Ordensburgen), situata all'interno dell'ex campo di addestramento militare nel Parco nazionale dell'Eifel, nella Renania Settentrionale-Vestfalia. Questo luogo, ben conservato, fu utilizzato dalla NSDAP tra il 1936 e il 1939 come centro educativo per i futuri leader del partito. 

Dal 1 gennaio 2006 l'area è accessibile ai visitatori. Si tratta di uno dei più grandi reperti architettonici della Germania nazista. La superficie totale dell'area è di circa 50 000 m².

## Storia
In un discorso del 1933 a Bernau vicino a Berlino, Adolf Hitler chiese la costruzione di scuole per i figli dei leader del partito nazista. La richiesta fu affidata a Robert Ley il Reichsorganisationsleiter (letteralmente il capo dell'organizzazione del reich) del NSDAP, che supervisionò la costruzione di 4 campi educativi (NS-Ordensburgen):
- Ordensburg Krössinsee, in Pomerania
- Ordensburg Sonthofen, Allgäu
- Ordensburg Vogelsang, Eifel
- Ordensburg Marienburg, in West Prussia (pianificato ma mai realizzato)

La costruzione del Ordensburg Vogelsang, gran parte sul territorio della città di Schleiden, fu finanziato grazie all'esproprio di beni appartenenti a sindacati ed associazioni di lavoratori. Il progetto architettonico fu affidato all'architetto di Colonia Clemens Klotz.

## Architettura
- Ingresso con cancello e due torri d'osservazione (parzialmente completato)
- casa della conoscenza (Haus des Wissens) (completate solo le fondamenta murarie)
- casa della comunità (Gemeinschaftshaus) con "Adlerhof" (letteralmente: "il cortile dell'aquila"), torre, ala destra e sinistra (completato, parzialmente distrutto dalla guerra)
- 10 case dei camerati (Kameradschaftshäuser) ospitante 50 allievi (completato, parzialmente distrutto dalla guerra)
- 4 case del gruppo dei cento (Hundertschafthäuser) ospitante 100 allievi ciascuno (completato)
- teatro, (Thingplatz) per eventi (completato)
- impianti sportivi con tribune, palestra e piscina interna(completato)
- Il monumento al tedoforo (Feuermal Fackelträger) (completato)
- La casa delle impiegate (completato)

## Galleria d'immagini

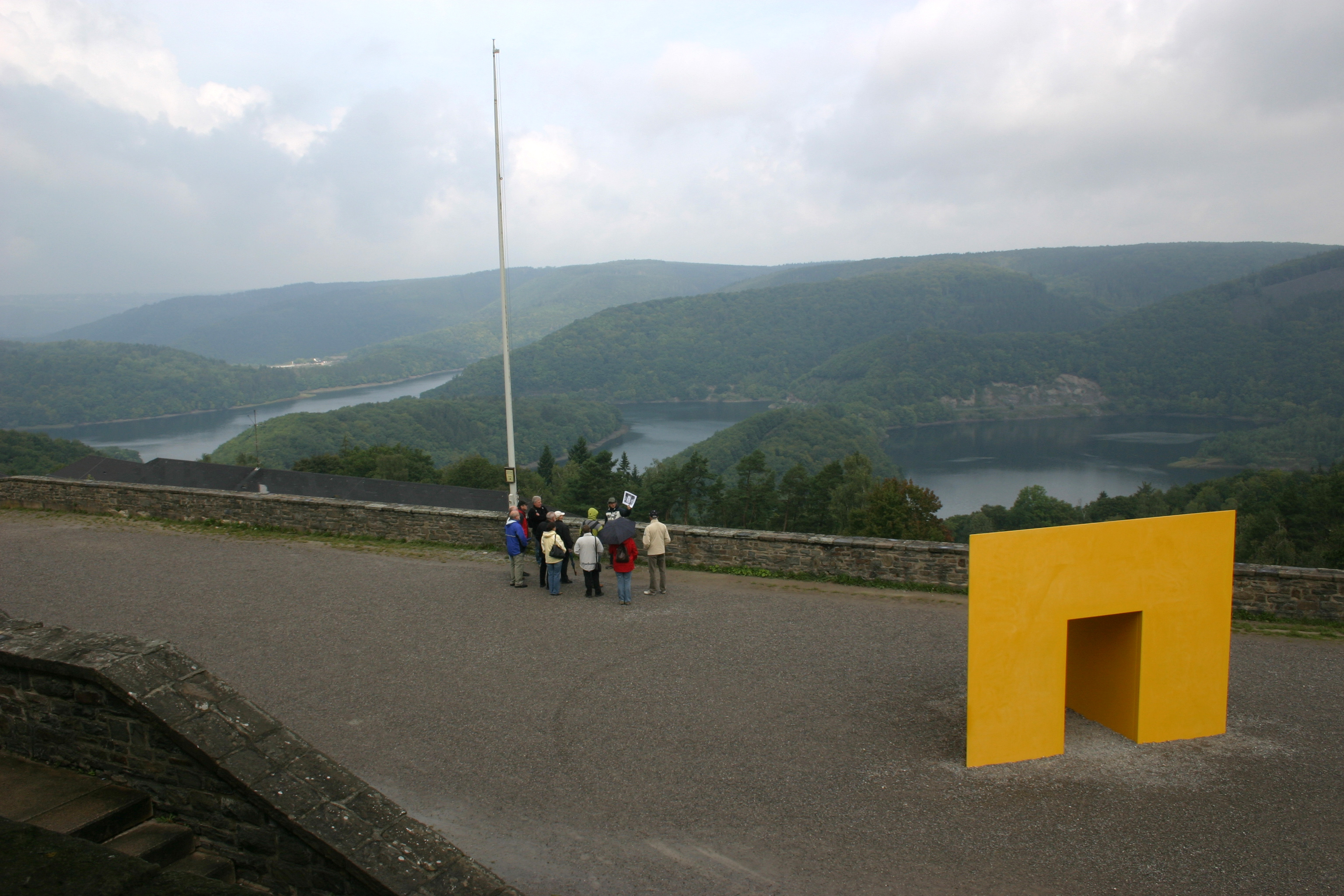
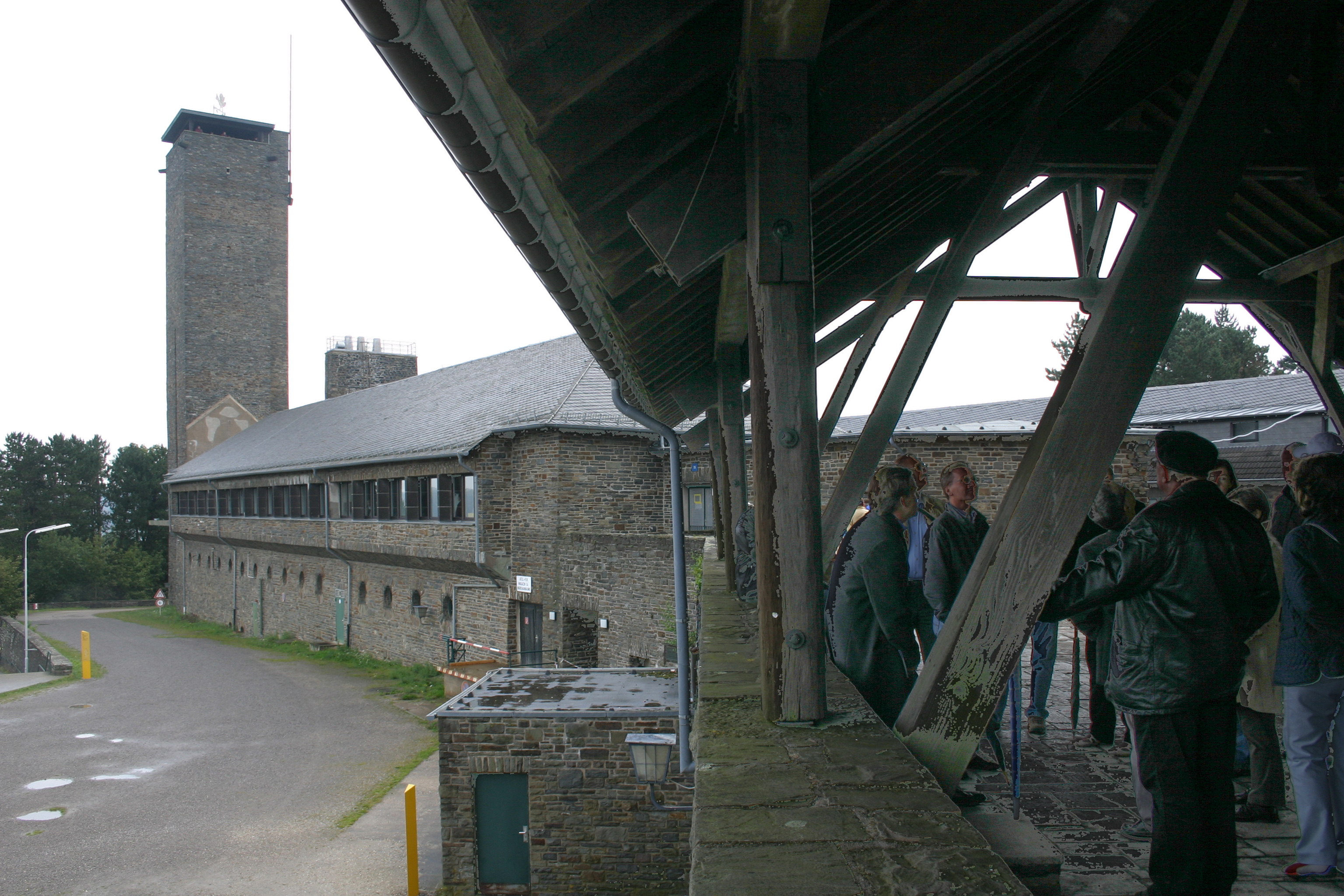
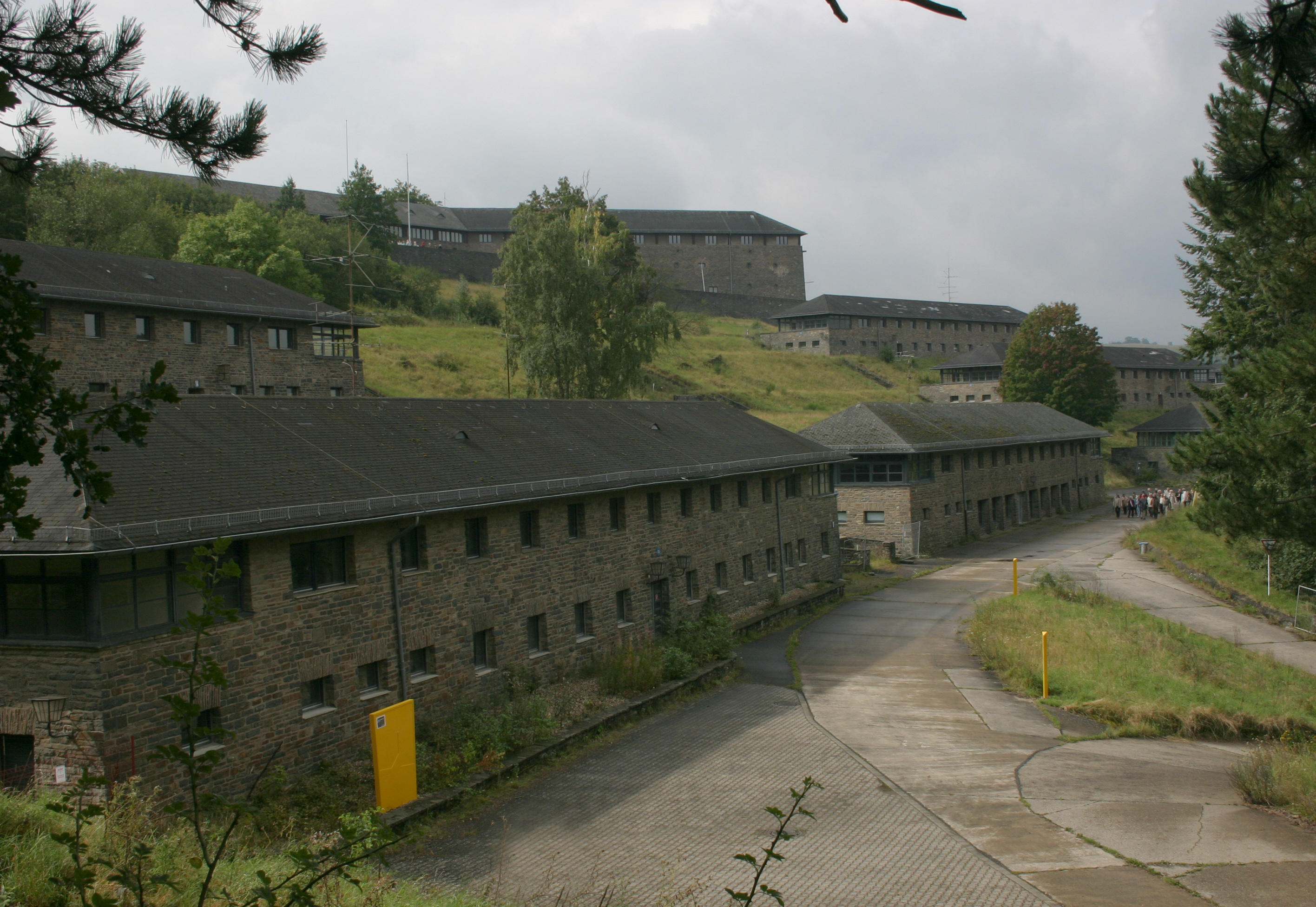
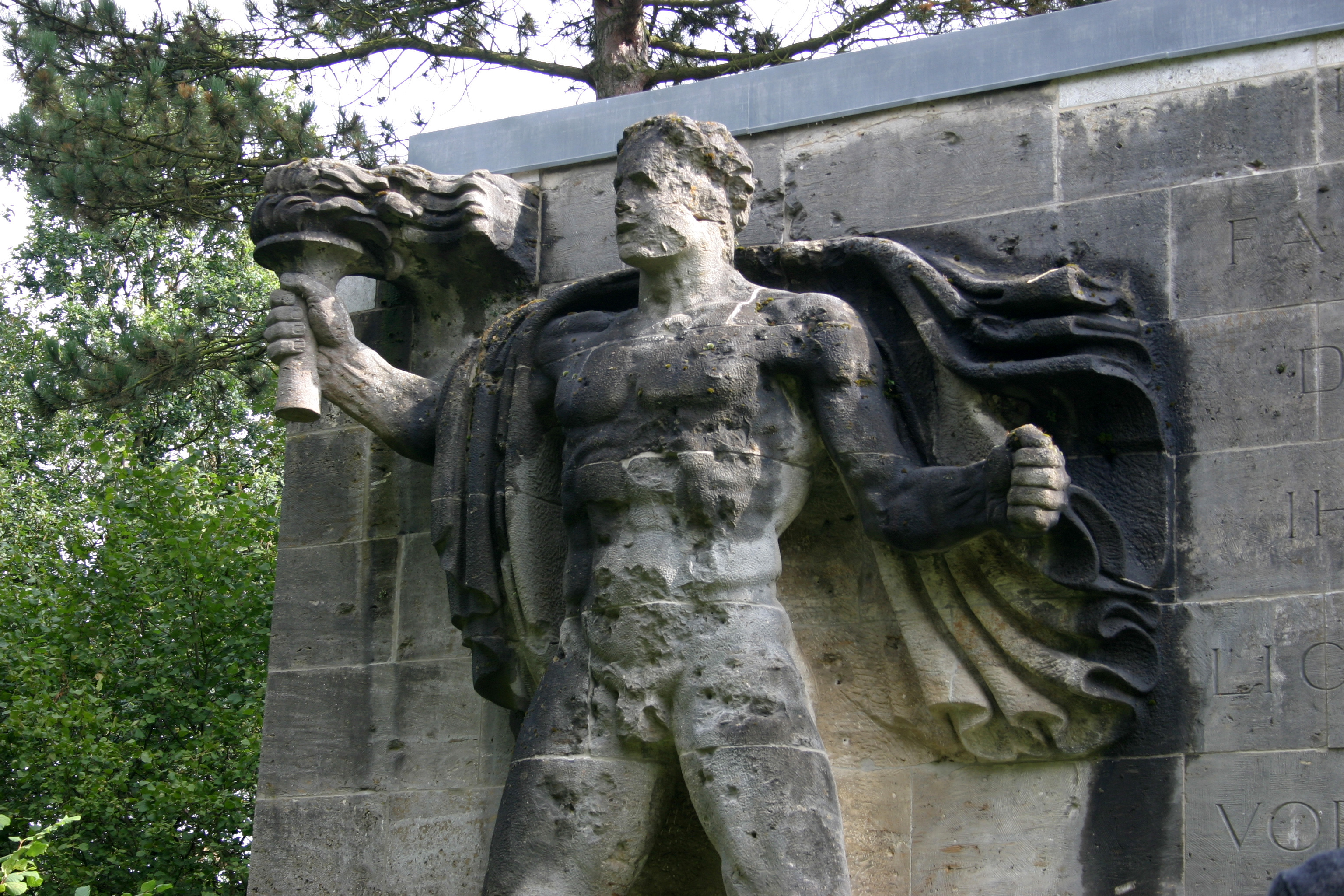
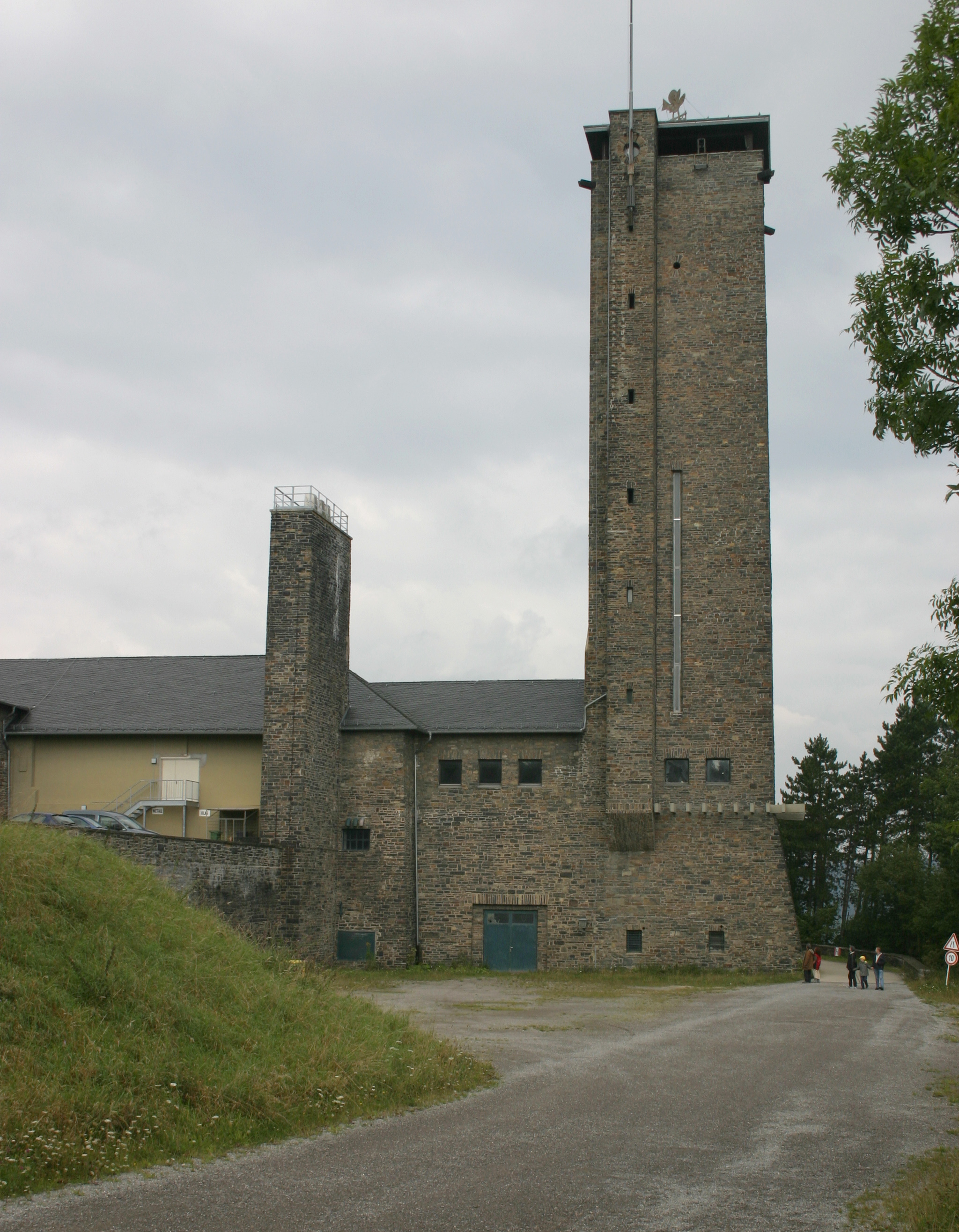
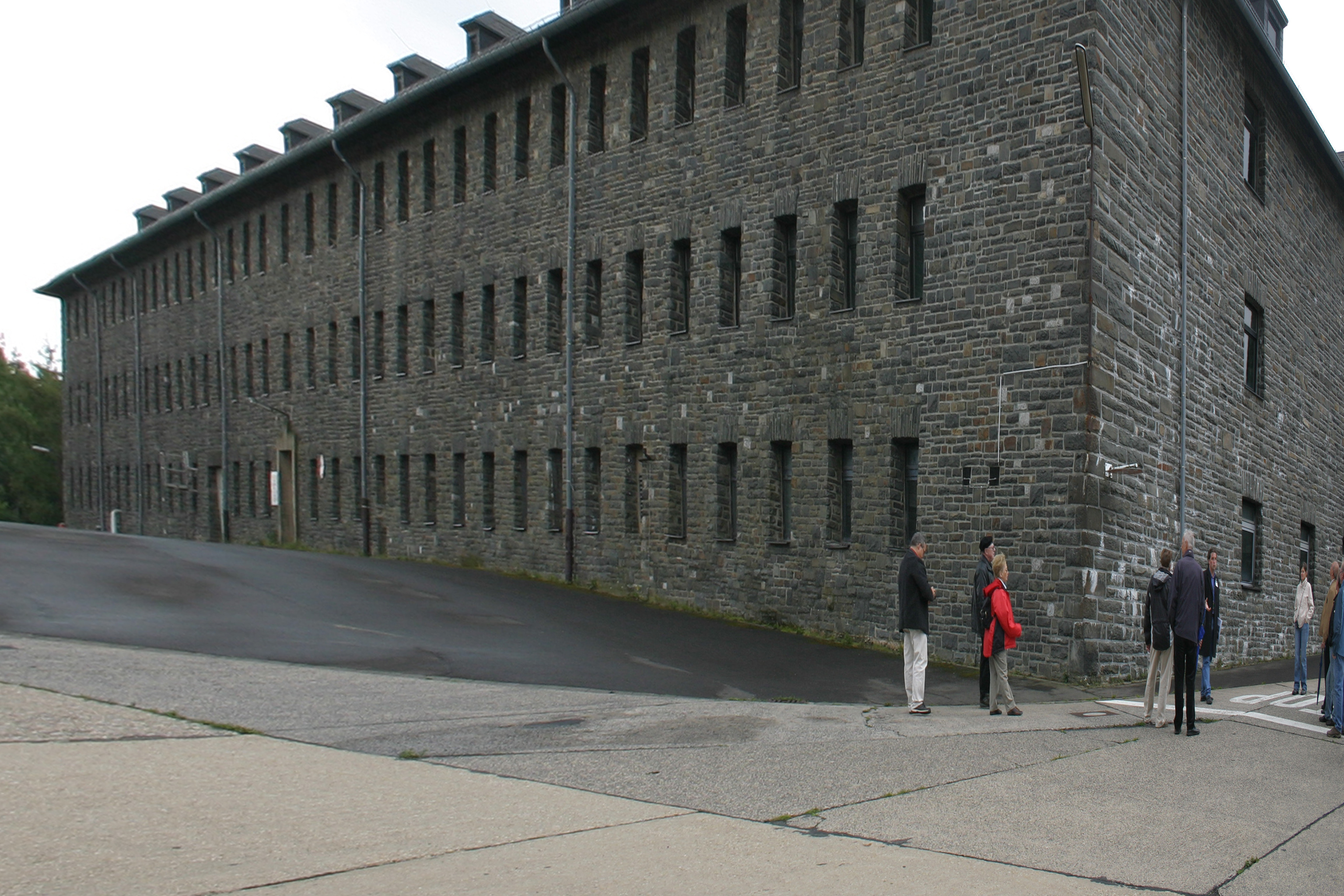
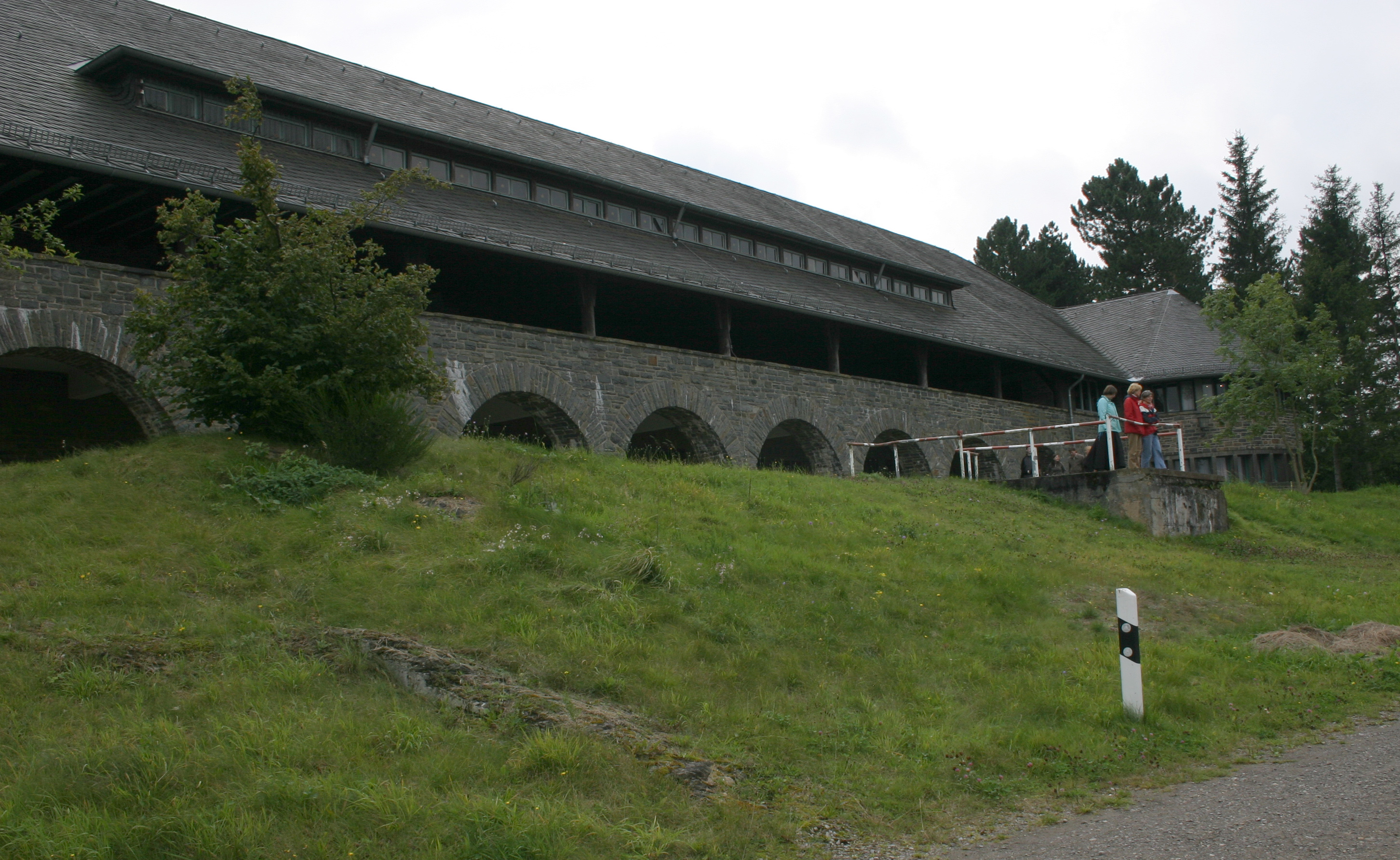
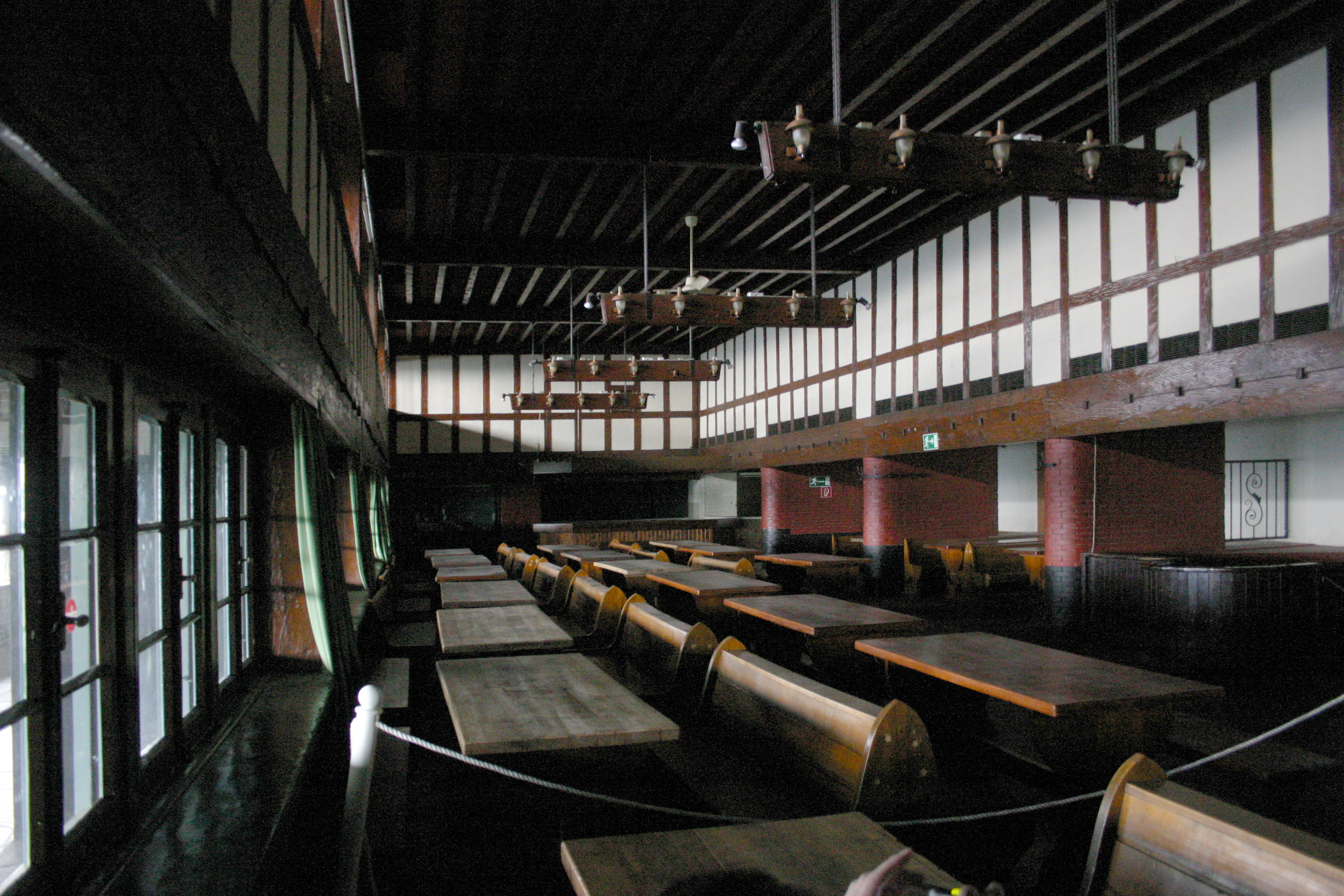